# 袁永福
袁永福（1927年—2019年8月18日），男，山东鱼台人，革命老干部。曾参加抗日战争、解放战争、朝鲜战争。

## 生平
1927年生于鱼台的一个清贫家庭。1945年自愿参加山东八路军，被分配到鲁中四师十团九连。1946年加入中国共产党。先后参加了鲁南战役、莱芜战役、孟良崮战役、济南战役、开封战役、淮海战役、渡江战役，以及上甘岭战役等三十多个大小战役和数百次大小战斗。先后荣获战斗英模6次、一等功5次、二等功5次、三等功4次，被授予华东野战军二级人民英雄称号。
1976年转业，在济南内燃机厂担任副厂长，直到1988年退休。
2019年6月13日凌晨突发大面积心梗入院抢救治疗，8月18日晚9点半去世。遗体告别仪式于2019年8月20日12点30分在济南市殡仪馆第一告别厅举行。

## 纪念
- 山东福寿园建有他的铜像[3]。
- 2019年10月在中央电视台纪录频道和江苏卫视首播的《淮海战役启示录》中，有对袁永福采访拍摄的镜头[4]。